# سیلاس هایت
سیلاس هایت (انگلیسی: Silas Hite؛ زادهٔ ۳۰ مارس ۱۹۸۰) آهنگساز و موسیقی‌دان اهل ایالات متحده آمریکا است. وی دانش‌آموختۀ دانشگاه آریزونا است.
از فیلم‌ها یا مجموعه‌های تلویزیونی که وی در آن‌ها نقش داشته است، می‌توان به رامونا و بیزوس، ابری با احتمال بارش کوفته‌قلقلی، شفز تیبل، ایالت کوهستان آبی، مهره سوخته، لکس، دختران بدجنس، پادشاهی مای‌سیمز، مای‌سیمز، سیمز ۲: تجارت آزاد، سیمز ۲: دانشگاه، سیمز ۲  و سیمز موبایل اشاره نمود.